# Шиндлер, Антон
Анто́н Фе́ликс Ши́ндлер (нем. Anton Felix Schindler; 13 июня 1795, Медль, Австро-Венгрия, ныне Медлов, Чехия — 16 января 1864, Франкфурт-на-Майне, Германия) — австрийский скрипач, дирижёр и музыкальный писатель.

## Биография
В 1813 году окончил юридический и философский факультеты Венского университета. Параллельно обучался игре на скрипке. С 1822 года — скрипач и руководитель оркестра Театра в Йозефштадте, с 1825 года — Кернтнертор-театра в Вене, в 1831—1837 годах — городской музик-директор в Мюнстере, затем — Симфонического оркестра Ахена. В 1848 году поселился близ Франкфурта-на-Майне, где вёл преподавание; среди учеников: Франц Вюльнер и другие. На основании оставленных Бетховеном бумаг и своих личных воспоминаний (секретарь Бетховена; не ранее 1819) составил подробную биографию композитора, вышедшую в 1840 году «Biographie von Ludwig van Beethoven» (T 1-2, Münster, 1840; 3-е изд., 1860; 4-е изд., 1871; последнее изд. Lpz., 1973). Много статей о Бетховене поместил, кроме того, в различных периодических изданиях («Neue Zeitschrift für Musik», 1844, и других).

## Образ в искусстве
- 1978 — «Жизнь Бетховена» (реж. Борис Галантер) — Александр Кайдановский
- 1994 — «Бессмертная возлюбленная» (реж. Бернард Роуз) — Йерун Краббе